# Коллоредо-ді-Монте-Альбано
Коллоредо-ді-Монте-Альбано (італ. Colloredo di Monte Albano, вен. Colloredo di Monte Albano) — муніципалітет в Італії, у регіоні Фріулі-Венеція-Джулія,  провінція Удіне.
Коллоредо-ді-Монте-Альбано розташоване на відстані близько 480 км на північ від Рима, 80 км на північний захід від Трієста, 14 км на північний захід від Удіне.
Населення — 2252 особи (2014).

## Демографія
Населення за роками:

Станом на 1 січня 2023 року в муніципалітеті офіційно проживали 82 іноземці з 22 країн, серед них 49 громадян країн Євросоюзу та 6 громадян України.

## Сусідні муніципалітети
- Буя
- Кассакко
- Фаганья
- Маяно
- Моруццо
- Паньякко
- Риве-д'Аркано
- Треппо-Гранде
- Тричезімо